# پورتو چروی
پورتو چروی (به ایتالیایی: Porto Cervo) یک منطقهٔ مسکونی در ایتالیا است که در آرتساکنا واقع شده‌است. پورتو چروی ۴۲۱ نفر جمعیت دارد و ۵ متر بالاتر از سطح دریا واقع شده‌است.